# Resolutie 390 Veiligheidsraad Verenigde Naties
Resolutie 390 van de Veiligheidsraad van de Verenigde Naties werd op 28 mei 1976 met dertien stemmen tegen geen aangenomen. China en Libië namen niet deel aan de stemming. De resolutie verlengde de UNDOF-waarnemingsmacht in de Golanhoogten met een half jaar.

## Achtergrond
Nadat Israël en Syrië in de nasleep van de Jom Kipoeroorlog waren overeengekomen de wapens neer te leggen, stuurden de VN een waarnemingsmacht om hierop toe te zien. Tijdens de oorlog bezette Israël de Golanhoogten, die het in 1981 annexeerde.

## Inhoud
De Veiligheidsraad:
- Heeft het rapport van secretaris-generaal Kurt Waldheim over de VN-waarnemingsmacht die op de wapenneerlegging toeziet overwogen.
- Merkt de inspanningen om een duurzame vrede in het Midden-Oosten te bereiken en de ontwikkeling van de situatie in het gebied op.
- Is bezorgd om de spanningen in het gebied.
- Beslist:
a. De partijen op te roepen onmiddellijk resolutie 338 uit te voeren.
b. Het mandaat van de VN-waarnemingsmacht opnieuw met zes maanden te verlengen.
c. De secretaris-generaal te vragen tegen dan een rapport over de ontwikkelingen in de situatie en de uitvoering van resolutie 338 in te dienen.

## Verwante resoluties
- Resolutie 378 Veiligheidsraad Verenigde Naties
- Resolutie 381 Veiligheidsraad Verenigde Naties
- Resolutie 396 Veiligheidsraad Verenigde Naties
- Resolutie 398 Veiligheidsraad Verenigde Naties

Lijst ·  385 ·  386 ·  387 ·  388 ·  389 ·  390 ·  391 ·  392 ·  393 ·  394 ·  395 ·  396 ·  397 ·  398 ·  399 ·  400 ·  401 ·  402